# Овчаренко, Геннадий Геннадьевич
Геннадий Геннадьевич Овчаре́нко (род. 11 августа 1964, Москва) — российский художник, график и архитектор, участник художественных и персональных выставок, «лучший современный мастер архитектурного рисунка». Профессор кафедры «Рисунок» Московского архитектурного института (преподаёт с 1989), член Союза архитекторов России (с 1991), автор книг и учебных пособий по академическому рисунку в архитектуре. За особый вклад в развитие академического рисунка в 2022 году был награждён медалью РАХ.

## Биография
Родился 11 августа 1964 года в Москве.

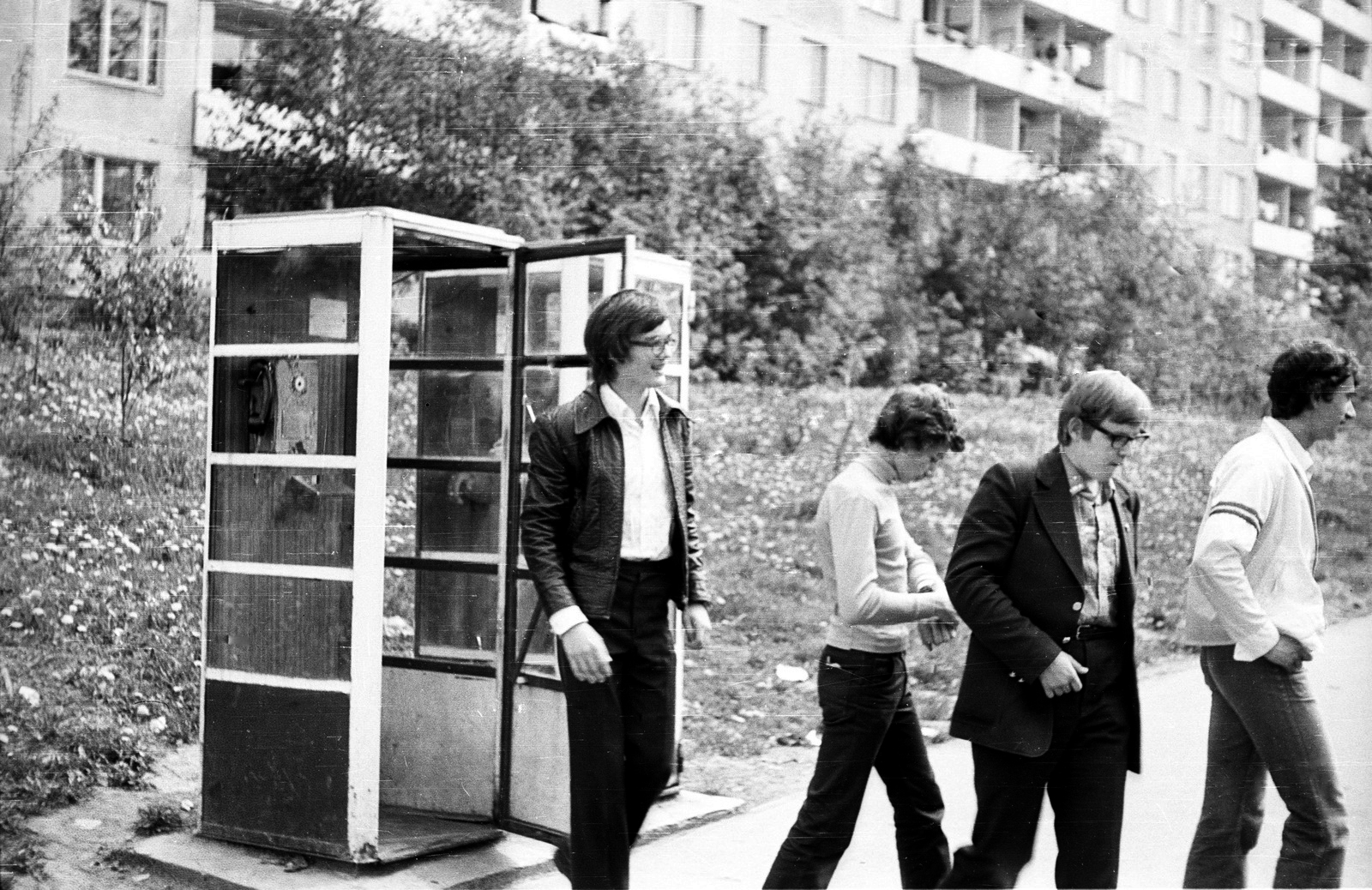
В 1981 году

Начальное образование получил в московских школах № 46 и № 26, с углублённым изучением английского языка. В 1981 году окончил среднюю школу № 856 в Москве.
В 1981—1986 годах учился в Московском архитектурном институте (МАРХИ).
В 1986—1987 годах был на срочной службе в Советской армии, в Генеральном штабе Вооружённых сил СССР.
Начал работать архитектором в Центральном научно-исследовательском институте проектирования градостроительства (ЦНИИП градостроительства).

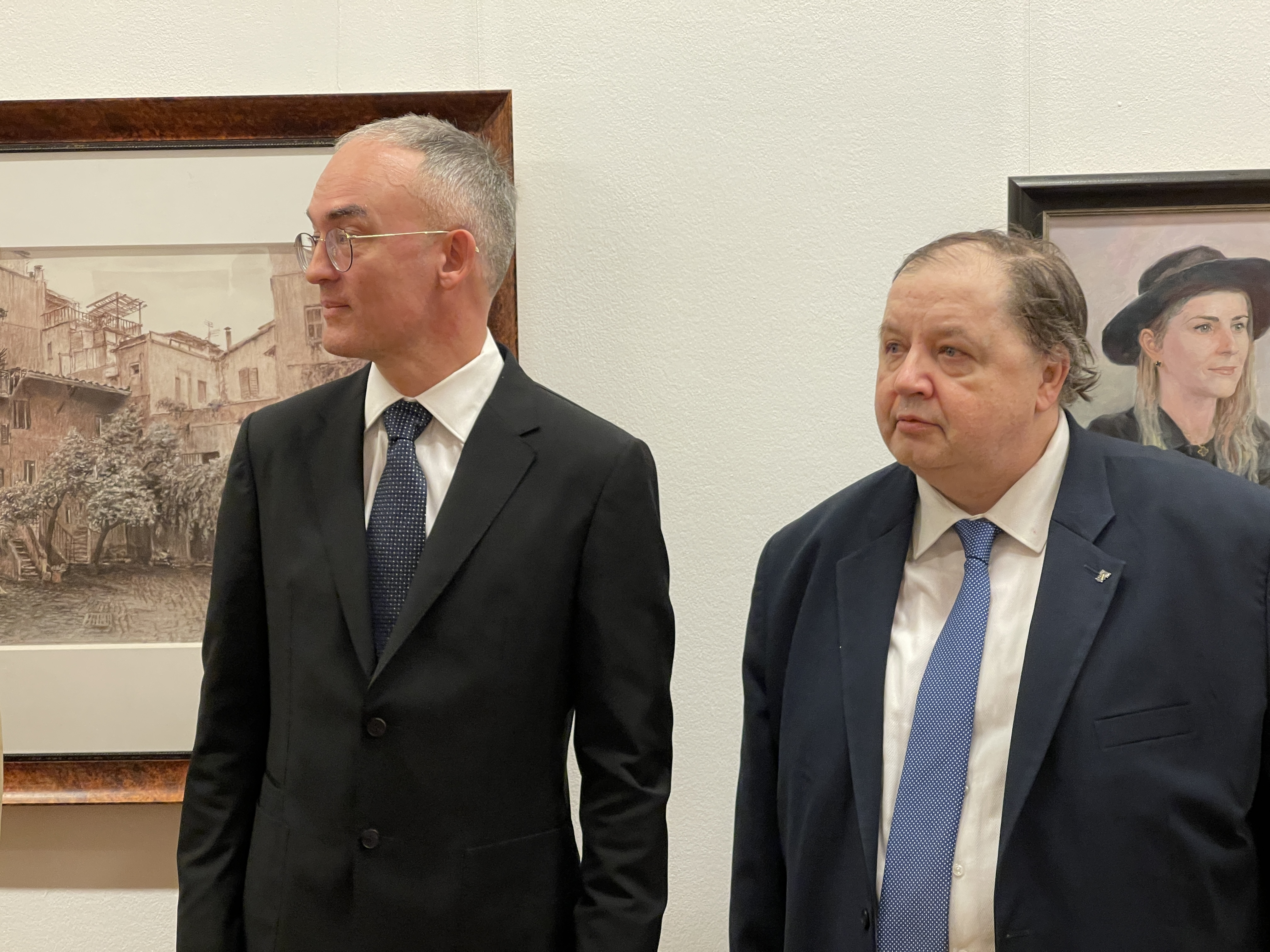
На открытии персональной выставки, 2021

С 1989 года преподаёт на кафедре «Рисунок» в МАРХИ. С 1999 года в звании доцент.
Специализируется по научным темам: рисунок в архитектурной профессии, архитектурный пейзаж.
Творческая деятельность включает главным образом рисунок и графику, основные стили: пейзаж, портрет, фентези и нуар.
Работал над дизайном компьютерных игр.
С 2017 года профессор кафедры «Рисунок» в Московского архитектурного института (Государственная академия МАРХИ).

## Выставки работ
С 1990-х годов ежегодно участвовал в выставках в Москве (Центральный дом архитектора, Центральный дом художника и других).
Регулярные выставки графических и живописных работ преподавателей МАРХИ в различных Галереях Москвы.
Персональные выставки:
- Музей экслибриса и миниатюрной книги (МЭиМК) Международного союза книголюбов в выставочном центре на Кузнецком мосту (Москва).
- Выставка в Екатеринбурге[16].
- Персональная выставка в Российской академии художеств, Москва: «Академический рисунок в архитектурном образовании: Геннадий Овчаренко (МАРХИ)» (февраль 2021 года)[17][18][19].

## Награды и премии
- 1990 — Лауреат молодёжного конкурса Союза архитекторов СССР, в номинации «Рисунок».
- 2022 — Золотая медаль «Достойному» Российской Академии художеств[20], по результатам выставки «Академический рисунок в архитектурном образовании»[21].

## Членство в обществах
- 1990 — Творческий союз художников России
- 1991 — Союз архитекторов России
- 2019 — Национальный союз пастелистов в Международной ассоциации пастельных обществ (IAPS).
- 2020 — Союз художников России

## Галерея
| - Академический рисунок - Стиль Фэнтези - Портрет - Другие работы - Выступление А. А. Золотова - На выставке, 2021 |